# Nepeta staintonii
Nepeta staintonii là một loài thực vật có hoa trong họ Hoa môi. Loài này được Hedge mô tả khoa học đầu tiên năm 1966.